# ナヴァイオ海岸
座標: 北緯37度51分35秒 東経20度37分30秒 / 北緯37.8595982度 東経20.62487287度

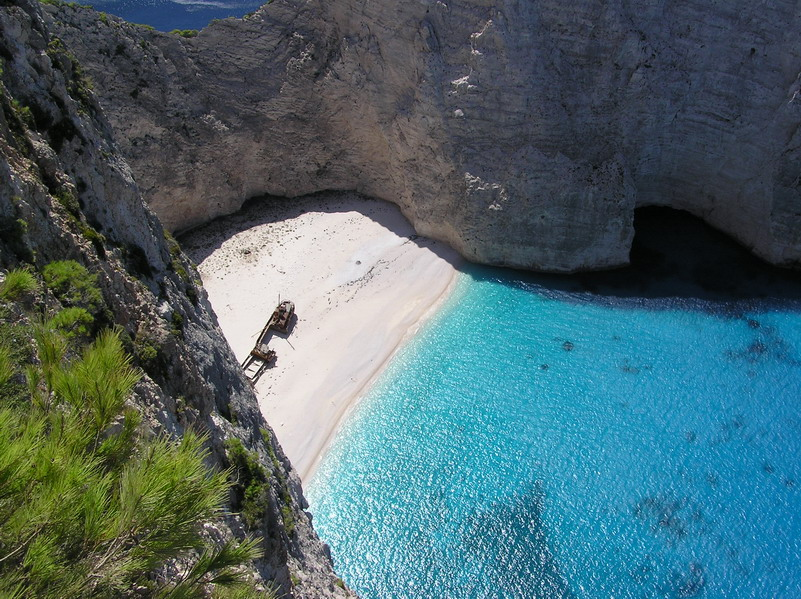
ナヴァイオ海岸

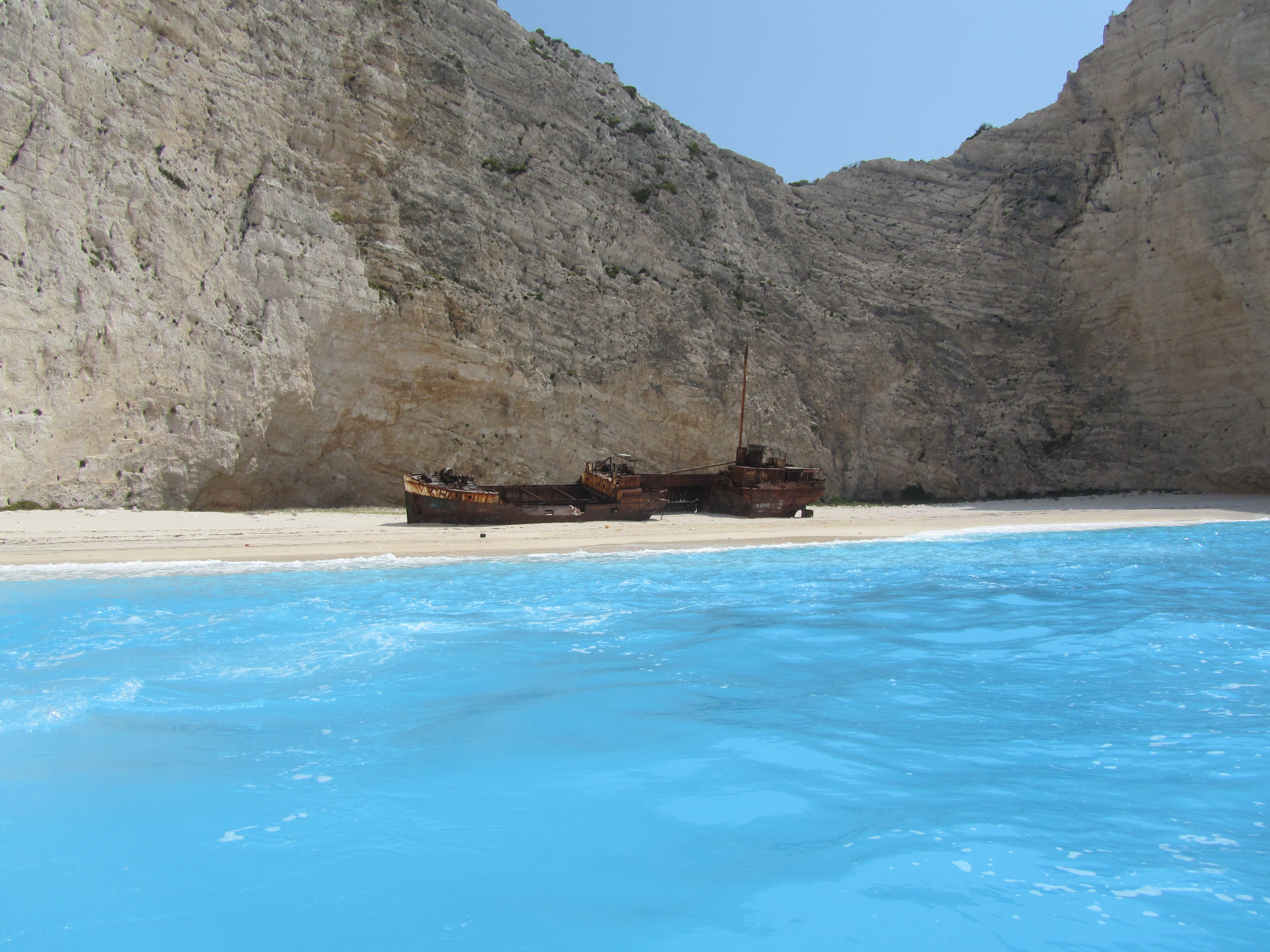
入り江に打ち上げられた難破船

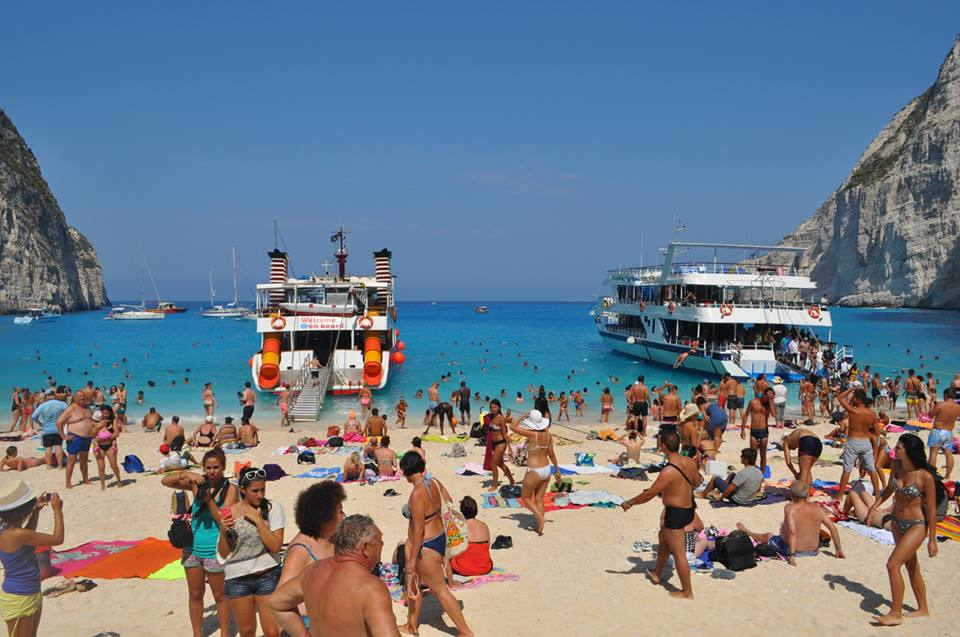
陸路が無いため観光客は船を使って訪れる。

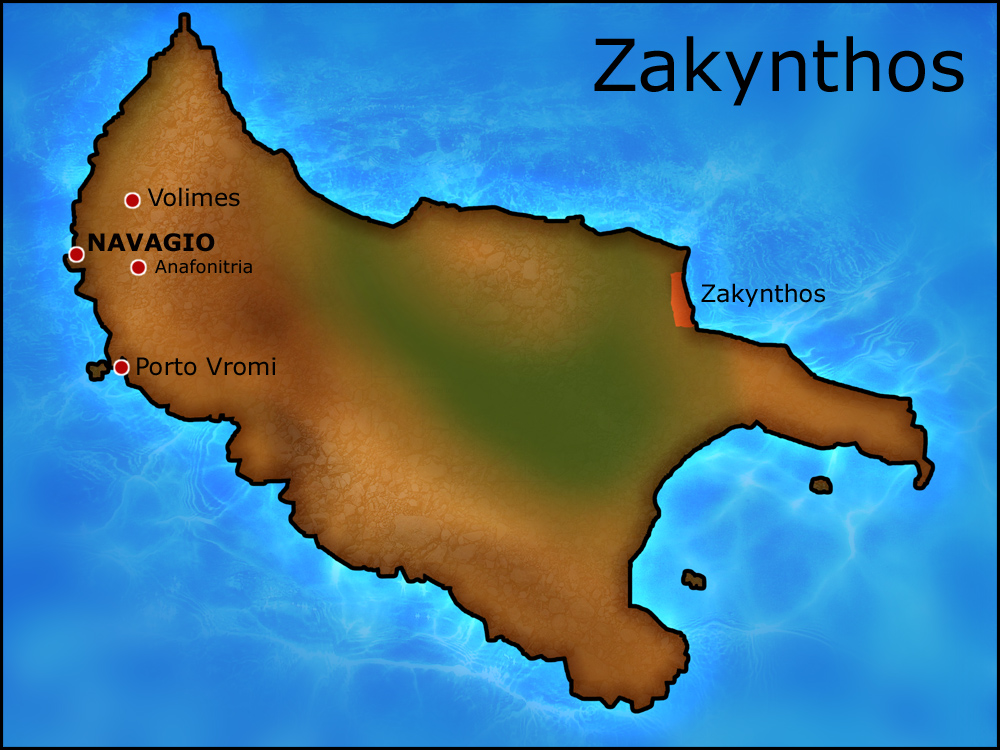
ザキントス島におけるナヴァイオ海岸の位置

ナヴァイオ海岸（ナヴァイオかいがん、ギリシア語: Ναυάγιο）または、shipwreck beach（難破船海岸）は、ギリシャ イオニア諸島のザキントス島にある入り江である。本来の名称は、Agios Georgios である。
1980年に沿岸航行船のパナヨティス号がこの浜で座礁して以来、ナヴァイオ海岸（navagio はギリシャ語で、「難破」の意）と呼ばれるようになり、観光名所となった。密輸品を運搬していたとの事実ではない風説によって、俗に「密輸者の入り江 Smugglers Cove」とも呼ばれている。

## 座礁
パナヨティス号　MV Panagiotis号（en:MV Panagiotis）（1937年建造、452 GRT 総登録トン数、長さ47.8 m）は、嵐のために1980年10月2日に、この入江に座礁した。船がタバコなどを密輸していたという説が語られているが、船長のCharalambos Kompothekras-Kotsoros はこの説を否定しており、実際に彼は何の訴追も受けていない。座礁後の船は大規模な略奪にあっており、29名が逮捕されている。

## 所在と観光
ナヴァイオ海岸は、ザキントス島北西のイレーション村にある。海岸は、切り立った石灰岩崖、白い砂浜ときれいな青い水によって成り立ち、毎年何千もの観光客を引きつけている。海岸への交通手段は船舶のみである。海岸への定期的なツアーは、南のポルト・ヴロミと、北東のアギオスニコラオスとスキナリ岬から出発する。船はザキントスの港からも就航している。

### ベースジャンピングと2012年の死亡事故
ナヴァイオ海岸は、著名なベースジャンピングのスポットとして知られているが、2012年6月8日には英国のベースジャンパーが死亡する事故が発生している。